# Le Don paisible (série télévisée)
Le Don paisible (Quiet Flows the Don, Тихий Дон) est une série télévisée en sept épisodes d'environ 52 minutes réalisée par Sergueï Bondartchouk basée sur le roman éponyme de Mikhaïl Cholokhov, et diffusée à partir du 6 novembre 2006.
Le tournage est achevé en 1994, mais une longue procédure au sujet des droits d'auteur oppose le réalisateur et les producteurs du film. Finalement en 2005, Pierviy Kanal récupère les 160 mètres de pellicule originale dont le montage est réalisé par Fiodor Bondartchouk. La diffusion du film a lieu en 2006 sur Pierviy Kanal. Une version pour le cinéma, d'une durée de trois heures, est diffusée par International Cinema Company.
Cette série est inédite à la télévision dans tous les pays francophones. La version cinéma a été distribuée en DVD en France sous le titre Les Seigneurs de la steppe.

## Synopsis
Au début du 20e siècle, la famille Melekhov, qui vit dans une ferme de Tatar à Vechenskaïa, va connaitre tour à tour les affres de la Révolution, de la Première Guerre mondiale, de la Révolution de Février et celle d'Octobre puis la Guerre Civile.

## Distribution
- Rupert Everett : Grigori Melekhov
- Delphine Forest : Aksinia Astakhova
- Elena Bondartchouk : Natalia Melekhova (Korchounova)
- F. Murray Abraham : Panteleïmon Prokofievitch Melekhov
- Irina Skobtseva : Vassilissa Ilinitchna, femme de Panteleïmon Melekhov
- Vladimir Gostioukhine : Piotr Melekhov
- Natalia Andreïtchenko : Daria Melekhova
- Ioulia Jivinova : Douniachka Melekhova
- Boris Chtcherbakov : Stepan Astakhov
- Andreï Rudenski : Evgeni Listnitski
- Ben Gazzara : général Sekretev
- Guennadi Karnovitch-Valua (ru) : général Nikolaï Listnitski
- Sergueï Bondartchouk : général Piotr Krasnov
- Mikhaïl Vaskov (ru) : Mikhaïl Kochevoï
- Nikolaï Karatchentsov : Chtcheglov
- Ivan Lapikov : cosaque
- Aleksandr Bespaly (ru) : Prokhor Zykov
- Anatoli Gouriev (ru) : iessaoul Riabchiov
- Alevtina Rumyantseva (ru) : mère de Natalia
- Mykhaïlo Holoubovytch : Khristonia
- Nikita Mikhalkov : narrateur